# Notre-Dame-székesegyház (Noyon)

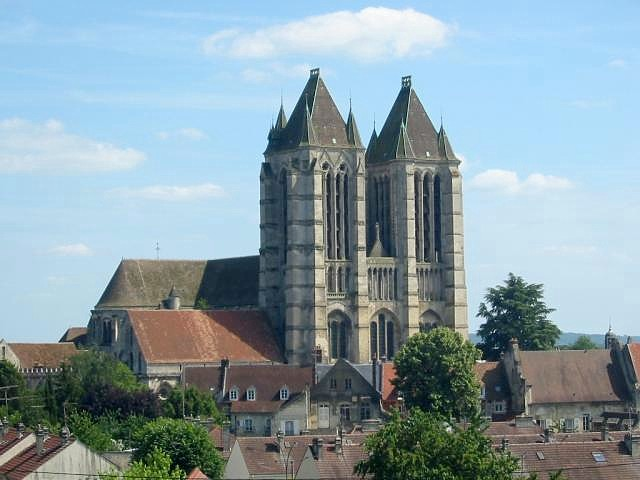
A noyoni katedrális

A noyoni katedrális az észak-franciaországi Oise megyében (Picardie), Kr. u. 1157 és 1221 között épült, II. Baudouin püspök 1148-as kezdeményezésére. A sensi és laoni katedrálisokkal együtt ez az első ún. gótikus stílusban épült egyházi épület, ezért a korai gótika fontos képviselője. Építészettörténeti besorolása a többi különböző korai gótikus templomhoz hasonlóan azonban nem teljesen tisztázott. Patrocíniuma Szűz-Mária, ill. Miasszonyunk (franciául Notre Dame).